# Kawhi Leonard
Kawhi Anthony Leonard (Los Angeles, 29 de junho de 1991) é um jogador norte-americano de basquete profissional que atualmente joga no Los Angeles Clippers da National Basketball Association (NBA).
Bicampeão da NBA, Leonard foi seis vezes selecionado para o All-Star Game e para o All-NBA Team. Apelidado de "Claw" ou "Klaw" por suas habilidades de interceptação de bola e suas mãos excepcionalmente grandes, Leonard é frequentemente considerado um dos maiores jogadores de duas vias na história da NBA, tendo sido selecionado sete vezes para a Equipe Defensiva e ganhado o Prêmio de Jogador Defensivo do Ano em 2015 e 2016. Em 2021, foi nomeado para o Time do 75º Aniversário da NBA.
Leonard jogou duas temporadas de basquete universitário por San Diego State e foi selecionado pelo Indiana Pacers com a 15ª escolha geral no draft da NBA de 2011 antes de ser negociado para o San Antonio Spurs na noite do draft.
Com os Spurs, Leonard ganhou um título da NBA em 2014, quando foi nomeado o MVP das Finais. Após sete temporadas com os Spurs, foi negociado para o Toronto Raptors em 2018. Em 2019, ele liderou os Raptors para seu primeiro título da NBA e ganhou seu segundo prêmio de MVP das Finais (sendo um dos três jogadores a ganharem MVP das Finais com múltiplos times, ao lado de Kareem Abdul-Jabbar e LeBron James). Posteriormente, mudou-se para sua cidade natal e assinou com os Clippers em julho de 2019.

## Carreira no ensino médio
Leonard frequentou a Canyon Springs High School em Moreno Valley, Califórnia, antes de se transferir para a Martin Luther King High School para seu terceiro ano. Em seu último ano lá, ele e Tony Snell levaram a equipe a um recorde de 30–3. Leonard teve médias de 22,6 pontos, 13,1 rebotes, 3,9 assistências e 3 bloqueios naquele ano e foi nomeado o Mr. Basquete da Califórnia.
Considerado um recruta de quatro estrelas pelo Rivals.com, Leonard foi listado nos rankings de recrutamento de 2009 como o 8º ala e o 48º melhor jogador do país.

## Carreira universitária

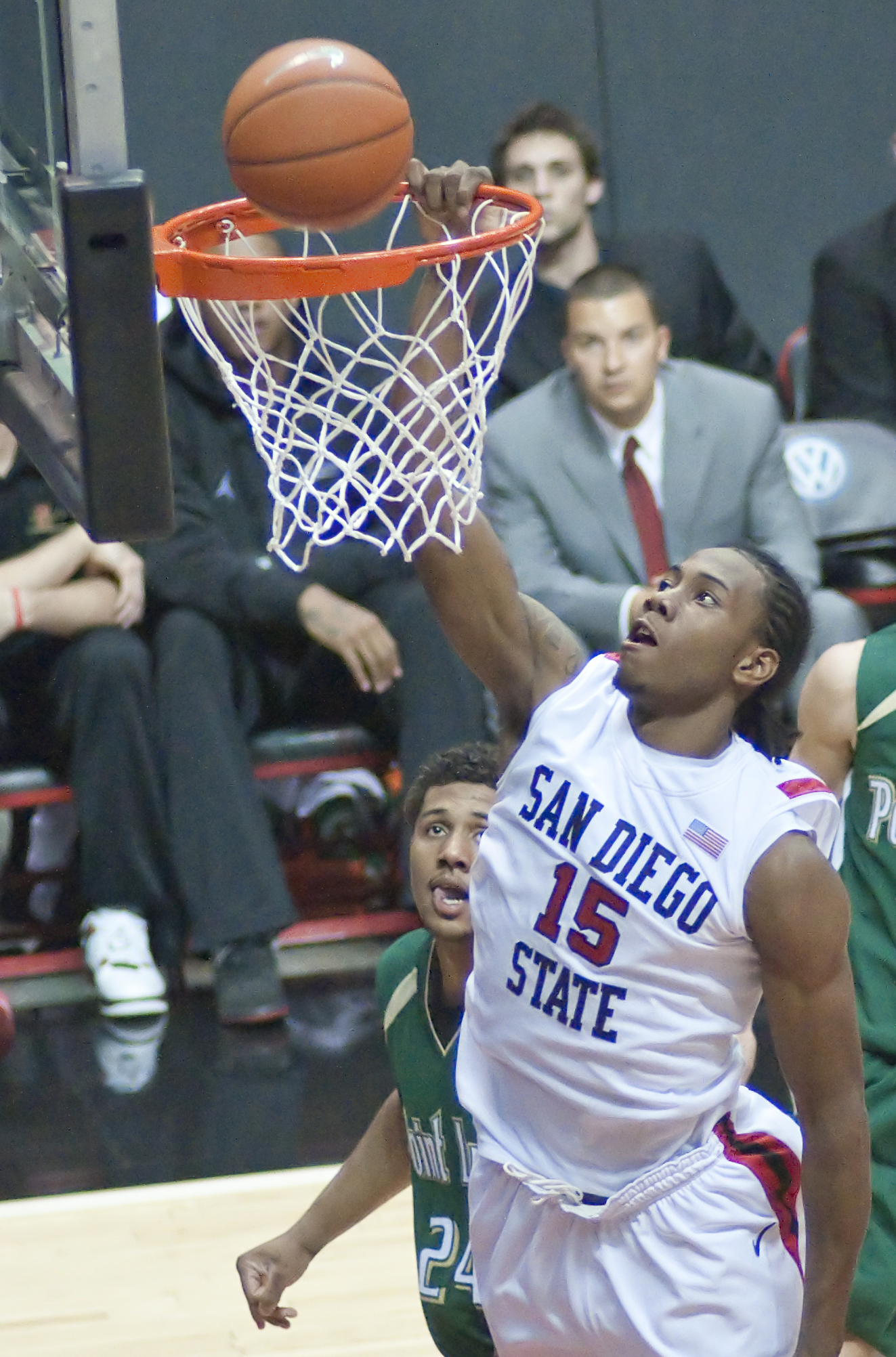
Leonard em San Diego State em 2009

Como calouro na Universidade Estadual de San Diego em 2009–10, Leonard teve médias de 12,7 pontos e 9,9 rebotes. Ele ajudou a equipe a alcançar um recorde de 25–9 e a vencer o título do Torneio da Conferência Mountain West (MWC). Assim, a equipe recebeu um convite automático para o Torneio da NCAA, mas perderam na primeira rodada para o Tennessee, 62–59, com Leonard registrando 12 pontos e 10 rebotes. Ele liderou a MWC em rebotes e foi nomeado Calouro do Ano da MWC e MVP do Torneio da MWC de 2010.
Durante seu segundo ano, Leonard teve médias de 15,7 pontos e 10,4 rebotes, enquanto a equipe terminou com um recorde de 34–3 e conquistaram o bi-campeonato do torneio da conferência. Liderados por Leonard, San Diego State voltou ao Torneio da NCAA. Desta vez, a equipe chegou ao Sweet 16, mas perderam para os eventuais campeões nacionais, Connecticut. Leonard foi nomeado para a Segunda-Equipe All-American e deixou San Diego State para entrar no draft da NBA de 2011.
Em 1º de fevereiro de 2020, San Diego State aposentou o número 15 de Leonard, fazendo dele o primeiro jogador de basquete masculino a ter sua camiseta içada ao teto. Foi a terceira aposentadoria de número na história do programa, após Michael Cage (44) e Milton “Milky” Phelps (22).

## Carreira Profissional
De acordo com a Sports Illustrated, os olheiros da NBA já sabiam em 2011 que Leonard tinha uma forte ética de trabalho e era um "maravilha física, 2,01m com uma envergadura de 2,21m e mãos de 28cm, muito forte para ser bloqueado e muito longo para ser evitado". No entanto, eles achavam ele "difícil de definir". A Sporting News afirmou que Leonard era mais conhecido por sua defesa e rebote do que por suas capacidades ofensivas quando entrou na liga. Ele foi comparado a Metta World Peace e Gerald Wallace, e sua habilidade de arremesso de longa distância (ou a falta dela) era uma preocupação.

### San Antonio Spurs (2011–2018)

#### 2011–13: Ano de estreia e primeira aparição nas Finais
Leonard foi selecionado pelo Indiana Pacers como a 15ª escolha geral no draft da NBA de 2011, mas foi negociado naquela noite para o San Antonio Spurs junto com os direitos de Erazem Lorbek e Dāvis Bertāns em troca de George Hill. Em 10 de dezembro de 2011, após o fim da greve da NBA, ele assinou um contrato de 2 anos e US$3.5 milhões com os Spurs.
"Eu acho que ele vai ser uma estrela. E, com o tempo, ele será o rosto dos Spurs. Em ambas as extremidades da quadra, ele é realmente um jogador especial. E o que me faz ser tão confiante sobre ele é que ele quer isso tanto. Ele quer ser um bom jogador, quero dizer, um grande jogador. Ele chega cedo, fica até tarde, e é treinável. Ele é como uma esponja. Quando você considera que ele teve apenas [dois anos] de faculdade e nenhum campo de treinamento ainda, você pode ver que ele vai ser algo especial." 

— Gregg Popovich, em 2012, sobre Leonard
Após o titular Richard Jefferson ser negociado para o Golden State Warriors por Stephen Jackson, Leonard foi promovido à posição de ala titular enquanto Jackson atuava como seu reserva. No final da temporada, Leonard ficou em quarto lugar na votação para Prêmio de Novato do Ano e foi nomeado para a Primeira-Equipe de Novatos de 2012.
Em 26 de outubro de 2012, os Spurs exerceram a opção de equipe sobre o contrato de Leonard, renovando seu contrato até a temporada de 2013-14.
O San Antonio Spurs avançou para as Finais da NBA, onde enfrentaram o Miami Heat. Leonard teve médias de 14,6 pontos e 11,1 rebotes durante as Finais, mas os Spurs perderam a série em sete jogos.

#### 2013–14: Campeonato da NBA e MVP das Finais

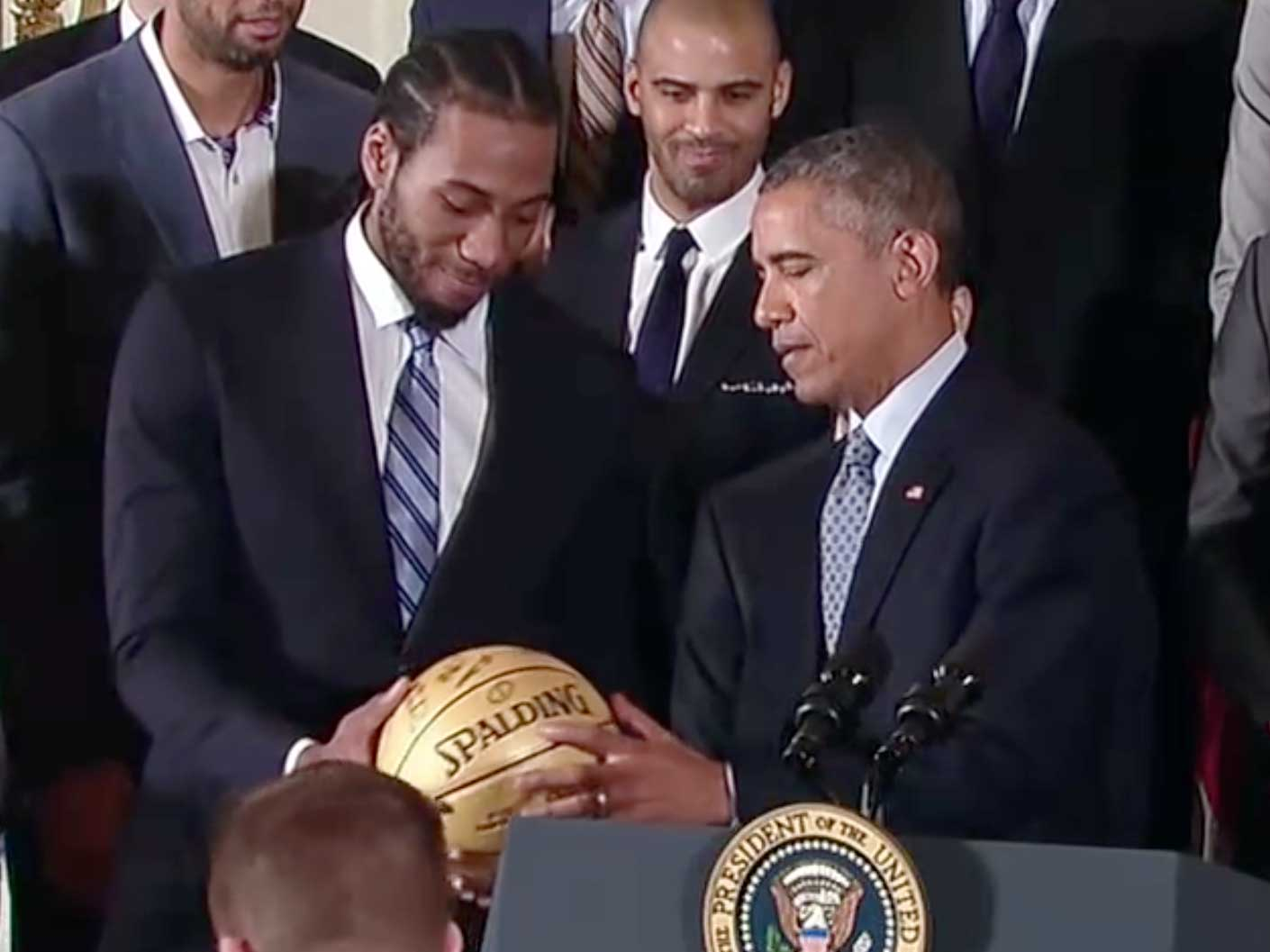
Leonard entregando uma bola autografada ao presidente Barack Obama em uma cerimônia na Casa Branca em homenagem ao time dos Spurs que venceu o título da NBA de 2014.

Em 6 de abril de 2014, Leonard marcou 26 pontos, recorde da temporada, na vitória por 112–92 sobre o Memphis Grizzlies. Ele terminou a temporada com médias de 12,8 pontos, 6,2 rebotes, 2,0 assistências, 1,7 roubos de bola, com um aproveitamento de 52,2% nos arremessos. Leonard ajudou os Spurs a alcançar um recorde de 62–20, sendo a melhor campanha, e foi nomeado para a Segunda-Equipe Defensiva da NBA pela primeira vez.
Os Spurs e o Miami Heat se encontraram novamente nas Finais da NBA. Em 10 de junho de 2014, no Jogo 3 da série, Leonard marcou um então recorde pessoal de 29 pontos na vitória de 111–92. San Antonio venceu a série por 4–1. Leonard teve média de 17,8 pontos com 61% de aproveitamento nos arremessos e foi nomeado MVP das Finais da NBA. Ele foi o terceiro mais jovem a ganhar o prêmio (22 anos e 351 dias), atrás apenas de Magic Johnson, que venceu em 1980 (20 anos e 278 dias) e 1982 (22 anos e 298 dias). Leonard também foi apenas o sexto jogador, e o primeiro desde Chauncey Billups em 2004, a ganhar o MVP das Finais em uma temporada em que não foi um All-Star.

#### 2014–15: Jogador Defensivo do Ano
Após perder os últimos seis jogos de pré-temporada e a abertura da temporada contra o Dallas Mavericks devido a uma infecção no olho direito causada por conjuntivite, Leonard fez sua estreia na temporada contra o Phoenix Suns em 31 de outubro, apesar de ainda sofrer de visão embaçada. Ele continuou jogando com a visão prejudicada e, em 10 de novembro de 2014, marcou um recorde de temporada com 26 pontos na vitória por 89–85 sobre o Los Angeles Clippers. Após um período de três jogos fora entre 17 e 20 de dezembro, Leonard recebeu uma injeção na mão direita machucada em 22 de dezembro e foi considerado fora por tempo indeterminado. Ele retornou à ação em 16 de janeiro de 2015, após perder 15 jogos, registrando 20 pontos, 4 rebotes, 5 assistências e 3 roubos de bola, liderando os Spurs a uma vitória de 110–96 sobre o Portland Trail Blazers.
Em 5 de abril, Leonard marcou 26 pontos e um recorde pessoal de 7 roubos de bola em uma vitória de 107–92 sobre o Golden State Warriors. Em 23 de abril, ele ganhou o Prêmio de Jogador Defensivo do Ano, juntando-se a Michael Jordan e Hakeem Olajuwon como os únicos jogadores a ganhar o Jogador Defensivo do Ano e o MVP das Finais. No dia seguinte, ele marcou um recorde pessoal de playoffs com 32 pontos na vitória do Jogo 3 da primeira rodada contra o Los Angeles Clippers. No entanto, os Spurs perderam a série em sete jogos.

#### 2015–16: Primeiro All-Star, vice-campeão do MVP e segundo prêmio de DPOY
Em 16 de julho de 2015, Leonard renovou seu contrato com os Spurs por cinco anos e US$90 milhões de dólares. Em 28 de outubro, ele igualou seu recorde pessoal de 32 pontos na derrota da abertura da temporada por 112–106 para o Oklahoma City Thunder. Em 3 de dezembro, ele marcou 27 pontos e fez um recorde pessoal de sete arremessos de três pontos na vitória de 103–83 sobre o Memphis Grizzlies. Em 21 de janeiro de 2016, foi nomeado titular pelo time da Conferência Oeste no All-Star Game de 2016, recebendo sua primeira seleção para o All-Star Game e se tornando o sexto jogador na história da franquia dos Spurs a ser selecionado como titular, juntando-se a George Gervin, Larry Kenon, Alvin Robertson, David Robinson e Tim Duncan.
Em 23 de março de 2016, Leonard teve outra atuação de 32 pontos na vitória de 112–88 sobre o Miami Heat, ajudando os Spurs a estender sua sequência recorde de vitórias em casa na franquia para 45 jogos (desde a temporada de 2014-15). Em 2 de abril, ele estabeleceu um novo recorde pessoal com 33 pontos na vitória de 102–95 sobre o Toronto Raptors, ajudando os Spurs a estabelecer um recorde da franquia com sua 64ª vitória. Os Spurs superaram sua temporada de 63 vitórias em 2005-06 e estenderam sua sequência recorde de vitórias em casa para começar a temporada para 39 jogos. Leonard ajudou os Spurs a terminar em segundo lugar na Conferência Oeste com um recorde de 67–15 e ganhou o Prêmio de Jogador Defensivo do Ano pelo segundo ano consecutivo, tornando-se o primeiro não-pivô a ganhar o prêmio em temporadas consecutivas desde Dennis Rodman em 1989-90 e 1990-91. Além disso, ele ficou em segundo lugar na votação para o Prêmio de MVP, atrás de Stephen Curry.
No Jogo 3 da primeira rodada dos playoffs contra o Memphis Grizzlies, Leonard ajudou os Spurs a abrir 3–0 na série com uma atuação de 32 pontos, igualando seu recorde pessoal de playoffs. Após varrer os Grizzlies, os Spurs enfrentaram o Oklahoma City Thunder na segunda rodada. No Jogo 3 da série contra o Thunder, Leonard ajudou sua equipe a abrir 2–1 com 31 pontos e 11 rebotes. No entanto, a equipe perdeu os próximos três jogos, sendo eliminados dos playoffs com uma derrota por 4–2.

#### 2016–17: Segunda seleção para a Primeira-Equipe All-NBA

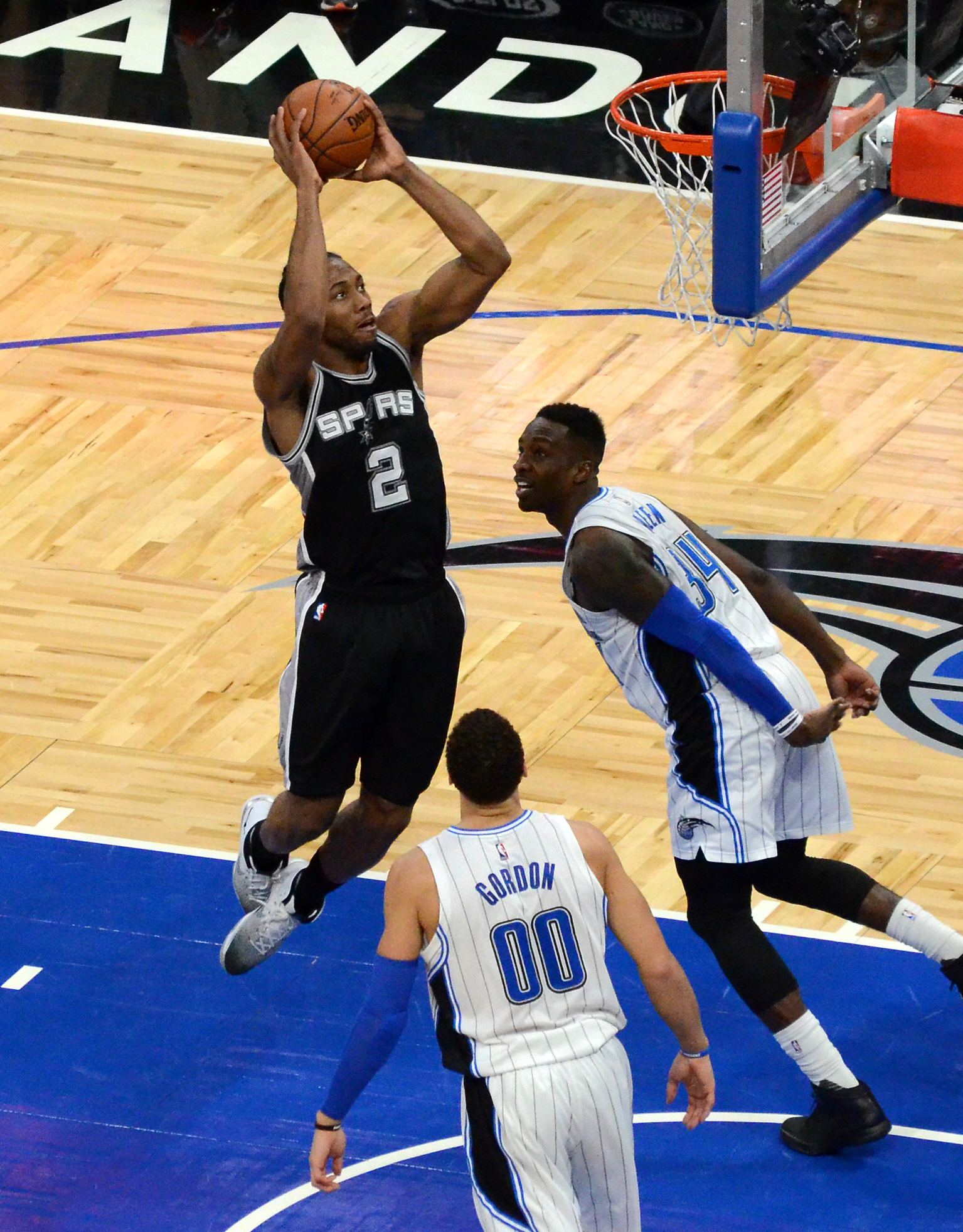
Leonard com os Spurs em 2017.

Na abertura da temporada dos Spurs em 25 de outubro de 2016, Leonard registrou um recorde pessoal de 35 pontos e cinco roubos de bola numa vitória de 129–100 sobre o Golden State Warriors. Em 14 de janeiro de 2017, ele estabeleceu um novo recorde pessoal com 38 pontos numa derrota de 108–105 para o Phoenix Suns, tornando-se o primeiro jogador dos Spurs a registrar três jogos consecutivos de 30 pontos desde Tony Parker em 2012. Em 19 de janeiro, foi nomeado titular pelo time da Conferência Oeste no All-Star Game de 2017 e teve 34 pontos contra o Denver Nuggets, marcando seu quinto jogo consecutivo de 30 pontos. Dois dias depois, ele alcançou um novo recorde pessoal com 41 pontos numa vitória na prorrogação por 118–115 sobre o Cleveland Cavaliers, sendo o primeiro jogador dos Spurs a marcar pelo menos 30 pontos em seis jogos consecutivos desde Mike Mitchell em 1986. Posteriormente, ele recebeu o prêmio de Jogador da Semana da Conferência Oeste pelos jogos disputados entre 16 e 22 de janeiro.
Em 13 de fevereiro de 2017, Leonard registrou 32 pontos, seis rebotes e quatro roubos de bola numa vitória de 110–106 sobre o Indiana Pacers. Foi seu quinto jogo consecutivo com 30 pontos. Com a 42ª vitória da temporada, os Spurs estenderam sua sequência de temporadas consecutivas com vitórias para um recorde da liga de 20. Em 6 de março, após ser nomeado Jogador da Semana pela quarta vez em sua carreira, Leonard marcou 39 pontos para liderar os Spurs a uma vitória de 112–110 sobre o Houston Rockets. Foi seu 91º jogo consecutivo com pontuação de dois dígitos, igualando a maior sequência de San Antonio desde Tim Duncan na temporada de 2002-03.
Em 15 de abril de 2017, Leonard igualou seu recorde de playoffs com 32 pontos numa vitória de 111–82 sobre o Memphis Grizzlies no Jogo 1 da primeira rodada dos playoffs. Dois dias depois, no Jogo 2, ele estabeleceu um novo recorde pessoal de playoffs com 37 pontos e adicionou 11 rebotes numa vitória de 96–82 sobre Memphis, levando a uma vantagem de 2–0 na série. No Jogo 4 da série em Memphis, Leonard teve outro recorde pessoal de playoffs com 43 pontos numa derrota por 110–108 na prorrogação; a derrota empatou a série em 2–2. Com um esforço de 29 pontos de Leonard no Jogo 6, os Spurs avançaram para as semifinais da Conferência Oeste ao derrotar Memphis por 103–96, vencendo a série por 4–2. Os Spurs continuaram avançando para as finais da Conferência Oeste com um triunfo por 4–2 sobre o Houston Rockets na segunda rodada, apesar de Leonard não jogar no Jogo 6 devido a uma lesão no tornozelo.
No terceiro quarto do Jogo 1 das finais da Conferência Oeste contra o Golden State Warriors, Leonard pisou no pé de Zaza Pachulia após tentar uma cesta e agravou ainda mais sua lesão no tornozelo. Ele deixou o jogo com 26 pontos e ficou fora do restante da série, enquanto os Spurs perderam para os Warriors em quatro jogos. Leonard terminou a temporada com médias de 25,5 pontos, 5,8 rebotes, 3,5 assistências e 1,8 roubos de bola na temporada regular e 27,7 pontos, 7,8 rebotes, 4,6 assistências e 1,7 roubos de bola nos playoffs. Ele foi posteriormente selecionado para a Primeira-Equipe All-NBA pelo segundo ano consecutivo, também sendo chamado para a Primeira-Equipe Defensiva pela terceira temporada seguida.

#### 2017–18: Temporada marcada por lesões
Leonard perdeu os primeiros 27 jogos da temporada devido a uma lesão no quadríceps direito, fazendo sua estreia na temporada em 12 de dezembro de 2017, contra o Dallas Mavericks. Ele participou de nove jogos entre 12 de dezembro e 13 de janeiro. Ele voltou de uma ausência de três jogos em 13 de janeiro contra o Denver Nuggets após ter forçado o ombro esquerdo contra o Phoenix Suns em 5 de janeiro. Em 17 de janeiro, ele foi descartado por um período indefinido para continuar seu processo de reabilitação da tendinopatia do quadríceps direito. Leonard foi posteriormente liberado para jogar pela equipe médica dos Spurs, mas ele solicitou uma segunda opinião de seus próprios médicos. Em março, os Spurs realizaram uma reunião apenas com os jogadores na qual os companheiros de equipe de Leonard supostamente o imploraram para retornar à quadra; a reunião foi descrita como "tensa e emocional". Leonard não jogou novamente em 2018.

### Toronto Raptors (2018–2019)

#### 2018–19: Segundo título da NBA e MVP das Finais

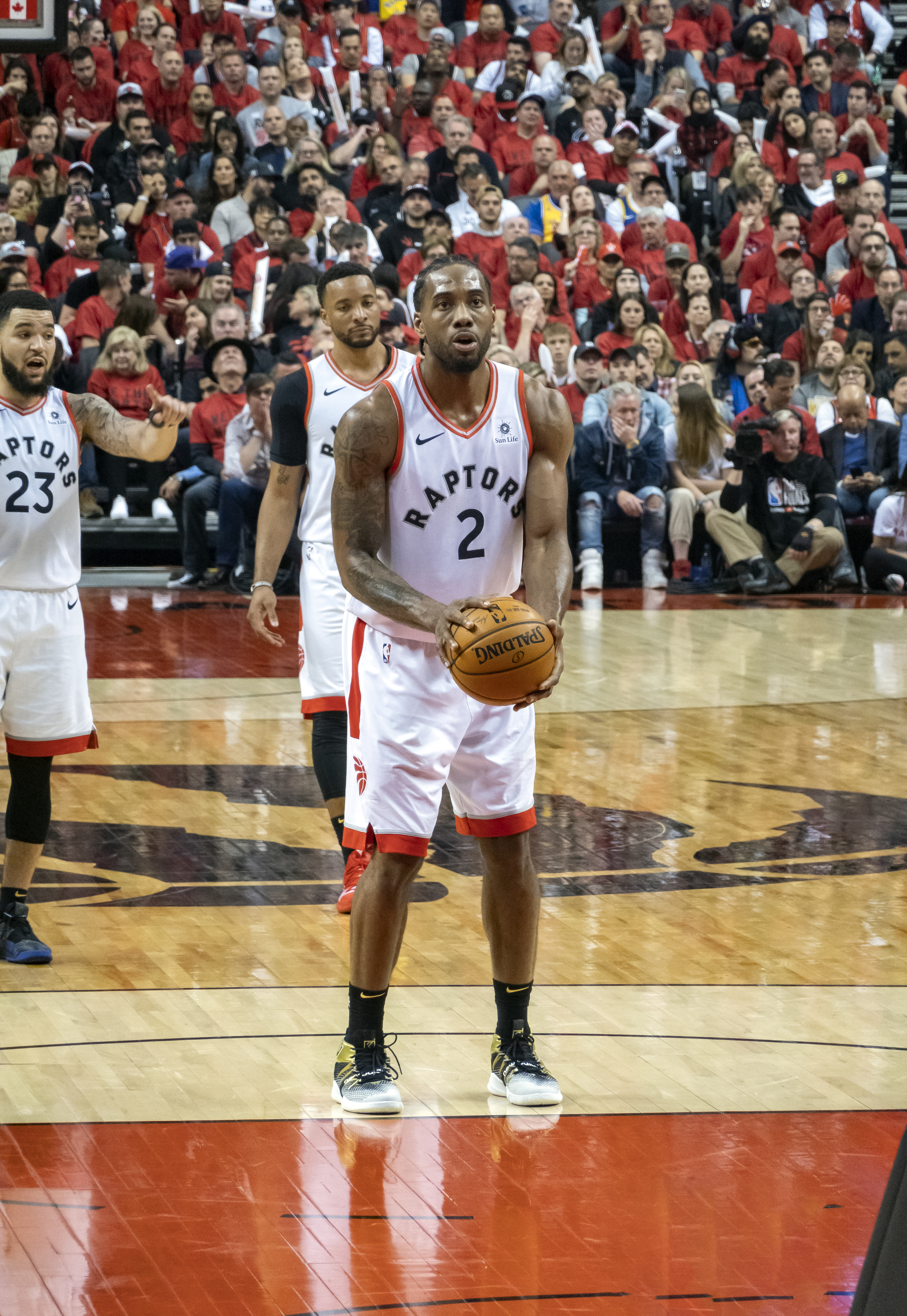
Leonard tentando um lance livre durante o jogo 2 das finais da NBA de 2019

Em junho de 2018, surgiram relatos afirmando que Leonard havia solicitado uma troca dos Spurs e que isso ocorreu após meses de tensão entre seu grupo de apoio e a equipe, derivada de um desacordo sobre seu programa de reabilitação de lesões. Um mês depois, em 18 de julho, Leonard e Danny Green foram negociados para o Toronto Raptors em troca de DeMar DeRozan, Jakob Pöltl e uma escolha de primeira rodada do draft de 2019. Foi uma jogada arriscada para os Raptors e seu presidente, Masai Ujiri, devido às preocupações sobre a saúde de Leonard e a possibilidade de ele sair como agente livre no final da temporada. Na estreia de Leonard pelos Raptors na abertura da temporada em 17 de outubro, ele registrou 24 pontos e 12 rebotes numa vitória de 116–104 sobre o Cleveland Cavaliers. Dois dias depois, ele teve 31 pontos e 10 rebotes numa vitória de 113–101 sobre o Boston Celtics.
Leonard foi nomeado Jogador da Semana da Conferência Leste pelos jogos disputados entre 26 de novembro e 2 de dezembro. Em 1º de janeiro de 2019, ele marcou um recorde pessoal de 45 pontos numa vitória de 122–116 sobre o Utah Jazz. Em 31 de janeiro, contra o Milwaukee Bucks, a sequência de Leonard de marcar pelo menos 20 pontos em 22 jogos consecutivos terminou quando ele fez 16 pontos numa derrota de 105–92.
No Jogo 1 das semifinais da Conferência Leste contra o Philadelphia 76ers, Leonard marcou um recorde pessoal de playoffs com 45 pontos e liderou os Raptors para uma vitória de 108–95. Ele se tornou apenas o segundo jogador na história dos Raptors a superar 40 pontos em um jogo de playoff, juntando-se a Vince Carter (50 pontos em 2001). No Jogo 7, Leonard acertou um arremesso no estouro do tempo que quicou no aro quatro vezes antes de cair, dando aos Raptors uma vitória de 92–90 sobre os 76ers para avançar às finais da Conferência Leste. Ele terminou o jogo com 41 pontos. Esse foi o primeiro arremesso vencedor do Jogo 7 na história da NBA e fez com que o normalmente calmo Leonard soltasse um grito vitorioso enquanto era cercado por seus companheiros de equipe. Ele comentou sobre o arremesso depois: "Foi ótimo. Isso é algo que eu nunca tinha experimentado antes, Jogo 7, arremesso decisivo. Foi uma benção poder chegar a esse ponto e fazer aquele arremesso e sentir aquele momento. É algo que posso olhar para trás na minha carreira."
Os Raptors continuaram sua marcha nos playoffs de 2019 contra o Milwaukee Bucks, a melhor campanha da Conferência Leste. No Jogo 3 das finais de conferência, Leonard marcou 36 pontos, incluindo oito na segunda prorrogação, ajudando os Raptors a vencer Milwaukee por 118–112, reduzindo a vantagem na série para 2–1. No Jogo 5, ele ajudou os Raptors a assumir a liderança de 3–2 com 35 pontos incluindo cinco arremessos de três pontos, além de sete rebotes e nove assistências numa vitória de 105–99. No Jogo 6, ele teve 27 pontos e 17 rebotes para levar os Raptors às Finais da NBA pela primeira vez, com uma vitória de 100–94. Leonard colocou um ponto de exclamação na vitória da conferência com um grande enterrada em Giannis Antetokounmpo.
Leonard liderou os Raptors para as Finais da NBA de 2019 com uma performance que estava sendo descrita como uma das maiores de todos os tempos nos playoffs da NBA. No Jogo 2, ele teve 34 pontos e 14 rebotes numa derrota de 109–104 para o Golden State Warriors. Leonard ajudou os Raptors a assumir uma vantagem de 3–1 na série com 36 pontos e 12 rebotes numa vitória de 105–92 no Jogo 4. No Jogo 6, ele marcou 22 pontos numa vitória de 114–110 para ajudar a conquistar a vitória da série por 4–2 e seu segundo título da NBA. Ele foi subsequentemente nomeado MVP das Finais da NBA pela segunda vez, tornando-se apenas o terceiro MVP das Finais a ganhar o prêmio com dois times diferentes, juntando-se a LeBron James e Kareem Abdul-Jabbar. Ele também é a primeira pessoa a ganhar o MVP das Finais com uma equipe de cada conferência. Leonard marcou 732 pontos durante os playoffs de 2019; esse foi o terceiro melhor total de pontuação para uma única pós-temporada na história da liga, ficando atrás apenas de James (748 em 2018) e Michael Jordan (759 em 1992).

### Los Angeles Clippers (2019–Presente)

#### 2019–20: MVP do All-Star Game
Em 10 de julho de 2019, Leonard assinou com a equipe da cidade natal, o Los Angeles Clippers, com um contrato de três anos e US$103 milhões. Em 22 de outubro de 2019, Leonard fez sua estreia pelos Clippers e registrou 30 pontos, 6 rebotes e 5 assistências em uma vitória de 112–102 sobre o Los Angeles Lakers. Em 24 de outubro, ele registrou 21 pontos e igualou seu recorde pessoal de 9 assistências em uma vitória de 141–122 sobre o Golden State Warriors. Em 11 de dezembro, Leonard retornou a Toronto pela primeira vez desde que se juntou aos Clippers e foi recebido com uma homenagem e uma ovação de pé da multidão antes de marcar 23 pontos em uma vitória de 112–92 sobre os Raptors. Dois dias depois, ele marcou um recorde da temporada de 42 pontos, além de 11 rebotes, em uma vitória de 124–117 sobre o Minnesota Timberwolves. Foi a primeira vez na história da franquia que dois jogadores ultrapassaram os 40 pontos, já que seu companheiro de equipe Paul George marcou 46 pontos. No Natal, os Clippers e os Lakers se enfrentaram novamente em uma partida muito esperada, na qual Leonard teve 35 pontos e 12 rebotes para liderar os Clippers em uma vitória de virada por 111–106, apesar de estarem atrás por até 15 pontos. Em 14 de janeiro de 2020, Leonard marcou um recorde da temporada de 43 pontos em apenas 29 minutos em uma vitória de 128–103 sobre o Cleveland Cavaliers. Ele foi nomeado Jogador da Semana da Conferência Oeste pelos jogos disputados entre 13 e 19 de janeiro. Em 24 de janeiro, Leonard registrou seu primeiro triplo-duplo na carreira com 33 pontos, 10 rebotes e 10 assistências (um novo recorde pessoal) em uma vitória de 122–117 sobre o Miami Heat. Em 16 de fevereiro, Leonard foi nomeado MVP do All-Star Game de 2020.
Após a temporada de 2019–20 ser suspensa em 11 de março devido à pandemia de COVID-19, Leonard e os Clippers voltaram à ação na Bolha da NBA em 30 de julho. Leonard jogou seis dos oito jogos de classificação da equipe e teve médias de 28,8 pontos, 4,8 rebotes e 4,3 assistências. Na primeira rodada dos playoffs, os Clippers eliminaram o Dallas Mavericks em seis jogos, com Leonard registrando mais de 30 pontos em cinco jogos consecutivos e médias de 32,8 pontos, 10,2 rebotes e 5,2 assistências na série. Os Clippers foram eliminados pelo Denver Nuggets nas semifinais da Conferência Oeste, perdendo em sete jogos após desperdiçar uma vantagem de 3–1 na série. No Jogo 7, Leonard teve um desempenho abaixo do esperado, marcando apenas 14 pontos. Leonard foi selecionado para seu quarto All-NBA Team.

#### 2020–21: Temporada encerrada com lesão
Na abertura da temporada dos Clippers em 22 de dezembro de 2020, Leonard registrou 26 pontos e dois roubos de bola em uma vitória de 116–109 sobre os Lakers. Em 25 de dezembro, no quarto quarto de um jogo contra o Denver Nuggets, Leonard recebeu uma cotovelada no rosto do companheiro de equipe Serge Ibaka, causando uma lesão facial que o forçou a sair do jogo mais cedo. Leonard sofreu um ferimento na boca como resultado da lesão, necessitando de oito pontos. Após ficar ausente por dois jogos devido à lesão, ele retornou aos Clippers usando uma máscara plástica transparente e registrou 28 pontos e sete assistências em uma vitória de 128–105 sobre o Portland Trail Blazers em 30 de dezembro.
Jogando em 52 dos 72 jogos da temporada regular, Leonard liderou os Clippers para um recorde de 47–25 e a quarta colocação na Conferência Oeste. Nessa temporada, ele teve médias de 24,8 pontos, 6,5 rebotes e um recorde pessoal de 5,2 assistências. Após seu desempenho estelar em ambos os lados da quadra, ele foi premiado com sua sétima seleção para a Equipe Defensiva e a quinta para o All-NBA Team, sendo a terceira na Primeira-Equipe. Na primeira rodada dos playoffs, os Clippers enfrentaram o Dallas Mavericks em uma revanche do ano anterior. Após perder os dois primeiros jogos em casa, os Clippers reagiram com Leonard marcando 36 e 29 pontos respectivamente em jogos em Dallas para empatar a série. Após perder o Jogo 5, Leonard liderou os Clippers no Jogo 6, igualando seu recorde pessoal de 45 pontos e posteriormente registrando 28 pontos, 10 rebotes, nove assistências e quatro roubos de bola na vitória decisiva do Jogo 7, avançando para a próxima rodada.
Nas semifinais da Conferência Oeste, os Clippers enfrentaram novamente um déficit de 0–2 no início da série, desta vez contra o Utah Jazz. Leonard liderou outra reação, marcando 34 e 31 pontos respectivamente em vitórias convincentes em casa para empatar a série. No entanto, ele se machucou no final do Jogo 4. Leonard foi descartado para o restante da série com uma entorse no joelho, enquanto os Clippers venceram os próximos dois jogos e avançaram para a primeira final da Conferência Oeste na história da franquia. A campanha dos Clippers nos playoffs foi então interrompida pelo Phoenix Suns em seis jogos, com Leonard incapaz de se recuperar e perdendo toda a série. Em 13 de julho, Leonard passou por cirurgia para reparar um rasgo parcial do LCA no joelho direito.

#### 2021–22: Ano de ausência
Após optar por não renovar o último ano de seu contrato original, Leonard assinou novamente com os Clippers em 12 de agosto de 2021, com um contrato máximo de quatro anos e US$176,3 milhões. Leonard permaneceu inativo durante toda a temporada enquanto se recuperava de uma ruptura parcial do LCA no joelho direito. Sem Leonard, os Clippers terminaram a temporada com um recorde de 42–40 e se classificaram para o torneio Play-In, mas não conseguiram se qualificar para os playoffs após serem derrotados pelo Minnesota Timberwolves e pelo New Orleans Pelicans.

#### 2022–23: Retorno de lesão e revés nos playoffs
Em 20 de outubro, Leonard fez seu retorno na temporada regular, registrando 14 pontos, sete rebotes e duas assistências saindo do banco em uma vitória de 103–97 sobre os Lakers. Em 5 de dezembro, ele marcou um ponto decisivo na vitória de 119–117 sobre o Charlotte Hornets. Em 12 de dezembro, ele registrou 25 pontos, nove rebotes e seis assistências na vitória por 113–93 sobre o Boston Celtics. Em 10 de janeiro de 2023, Leonard marcou 33 pontos, além de nove rebotes, quatro assistências e quatro roubos de bola em uma vitória de 113–101 sobre o Dallas Mavericks. Em 20 de janeiro, ele marcou um então recorde da temporada de 36 pontos na vitória de 131–126 sobre seu ex-time, o San Antonio Spurs.
Em 14 de fevereiro, Leonard marcou 33 pontos, igualando seu recorde pessoal com sete arremessos de três pontos, em uma vitória de 134–124 sobre os atuais campeões Golden State Warriors. Em 24 de fevereiro, Leonard marcou um recorde da temporada de 44 pontos em uma derrota de 176–175 na prorrogação dupla contra o Sacramento Kings, que foi o segundo jogo com maior pontuação na história da NBA. Em 9 de abril, no último jogo da temporada de 2022–23, Leonard registrou 25 pontos, um recorde da temporada de 15 rebotes e seis assistências para liderar os Clippers a uma vitória de 119–114 sobre o Phoenix Suns, garantindo a quinta melhor campanha da Conferência Oeste e uma revanche na primeira rodada contra os Suns. Em 10 de abril, Leonard ganhou seu oitavo prêmio de Jogador da Semana na carreira e o segundo pelos Clippers. Na última semana da temporada regular, ele liderou os Clippers para um recorde de 3–0 com médias de 25,7 pontos, 10,0 rebotes e 4,7 assistências.
No Jogo 1 da primeira rodada dos playoffs contra os Suns, Leonard registrou 38 pontos, cinco rebotes e cinco assistências em uma vitória de 115–110. Ele perdeu os três últimos jogos da série devido a uma ruptura de menisco no joelho direito. Sem ele e Paul George, os Clippers foram eliminados pelos Suns em cinco jogos. Nos dois primeiros jogos que jogou contra os Suns, Leonard teve médias de 34,5 pontos, 6,5 rebotes, 6 assistências e 2 roubos de bola.

#### 2023–24: Lesão na pós-temporada
Em 8 de dezembro de 2023, Leonard marcou um recorde da temporada de 41 pontos em uma vitória de 117–113 sobre o Utah Jazz. Em 16 de dezembro, Leonard marcou 36 pontos em uma vitória de 144–122 sobre o New York Knicks.
Em 10 de janeiro de 2024, Leonard assinou uma extensão com os Clippers que lhe pagará US$153 milhões pelos próximos três anos. Em 23 de janeiro, ele registrou apenas seu segundo triplo-duplo na carreira com 25 pontos, 11 rebotes e 10 assistências em uma vitória de 127–116 contra o Los Angeles Lakers. Nos playoffs, Leonard jogou apenas dois jogos devido a uma lesão no joelho direito, e sem sua ajuda, os Clippers acabaram perdendo a série da primeira rodada contra o eventual campeão da Conferência Oeste, Dallas Mavericks, em seis jogos.

#### 2024–25: Mais lesões
Em 17 de outubro de 2024, menos de uma semana antes da abertura da temporada dos Clippers contra os Suns, foi anunciado que Leonard estaria fora por tempo indeterminado devido a uma inflamação no joelho direito, sofrida no final da temporada regular anterior. Segundo o técnico dos Clippers, Tyronn Lue, Leonard sofreu um "contratempo" em julho enquanto participava dos treinos da Seleção Americana em Las Vegas, antes de sua retirada dos Jogos Olímpicos de Verão de 2024.
Após perder os primeiros 34 jogos, Leonard fez sua estreia na temporada em 4 de janeiro de 2025, registrando 12 pontos e três rebotes em uma vitória de 131–105 sobre o Atlanta Hawks. No entanto, após jogar apenas dois jogos, foi anunciado que Leonard se afastaria da equipe para estar com a família, que foi forçada a evacuar em meio aos incêndios florestais do sul da Califórnia.

## Carreira na seleção
Leonard foi inicialmente escolhido para ser membro da Seleção Americana para as Olimpíadas de Verão de 2024 em Paris. No entanto, apesar de ter participado de alguns treinos com a equipe, em 10 de julho de 2024, pouco antes do primeiro amistoso da equipe contra o Canadá, ele se retirou do elenco após consultas com o Los Angeles Clippers e os diretores da USA Basketball. Ele foi substituído por Derrick White do Boston Celtics.

## Perfil do jogador
Com 2,01 metros de altura e pesando 104 kg, Leonard joga principalmente como ala. Ele é considerado um dos melhores defensores de perímetro da NBA, graças à combinação de seu atletismo, tamanho e inteligência. Muito versátil, ele é capaz de defender pelo menos três posições e frequentemente é colocado para marcar o jogador estrela do time adversário. Em 2021, para comemorar o 75º aniversário da NBA, o The Athletic classificou seus 75 melhores jogadores de todos os tempos e nomeou Leonard como o 34º melhor jogador da história da NBA.
Conhecido inicialmente em sua carreira como um defensor de elite e um espaçador de quadra, Leonard começou a assumir uma maior responsabilidade ofensiva a partir da temporada de 2015–16 e rapidamente se estabeleceu como um dos arremessadores mais eficientes da liga. Ele desenvolveu um jogo ofensivo versátil, capaz de acertar arremessos consistentemente do meio e do alcance de três pontos. A criação de jogadas foi citada como um ponto fraco de Leonard — em seus primeiros oito anos, ele nunca teve uma média de mais de 3,5 assistências. No entanto, ele  melhorou seu jogo de passe na temporada de 2019–20, registrando uma média recorde da carreira de 4,9 assistências, quase dobrando sua média.

## Estatísticas na NBA
| † | Campeão da temporada da NBA |
|   | Líder da liga               |

### Temporada Regular
| Ano      | Equipe   | PJ  | PT  | MPJ  | AP   | 3P   | LL   | RT  | AS  | BR  | TO  | PPJ  |
| -------- | -------- | --- | --- | ---- | ---- | ---- | ---- | --- | --- | --- | --- | ---- |
| 2011–12  | Spurs    | 64  | 39  | 24.0 | .493 | .376 | .773 | 5.1 | 1.1 | 1.3 | 0.4 | 7.9  |
| 2012–13  | Spurs    | 58  | 57  | 31.2 | .494 | .374 | .825 | 6.0 | 1.6 | 1.7 | 0.6 | 11.9 |
| 2013–14  | Spurs†   | 66  | 65  | 29.1 | .522 | .379 | .802 | 6.2 | 2.0 | 1.7 | 0.8 | 12.8 |
| 2014–15  | Spurs    | 64  | 64  | 31.8 | .479 | .349 | .802 | 7.2 | 2.5 | 2.3 | 0.8 | 16.5 |
| 2015–16  | Spurs    | 72  | 72  | 33.1 | .506 | .443 | .874 | 6.8 | 2.6 | 1.8 | 1.0 | 21.2 |
| 2016–17  | Spurs    | 74  | 74  | 33.4 | .485 | .380 | .880 | 5.8 | 3.5 | 1.8 | 0.7 | 25.5 |
| 2017–18  | Spurs    | 9   | 9   | 23.3 | .468 | .314 | .816 | 4.7 | 2.3 | 2.0 | 1.0 | 16.2 |
| 2018–19  | Raptors† | 60  | 60  | 34.0 | .496 | .371 | .854 | 7.3 | 3.3 | 1.8 | 0.4 | 26.6 |
| 2019–20  | Clippers | 57  | 57  | 32.4 | .470 | .378 | .886 | 7.1 | 4.9 | 1.8 | 0.6 | 27.1 |
| 2020–21  | Clippers | 52  | 52  | 34.1 | .512 | .398 | .885 | 6.5 | 5.2 | 1.6 | 0.4 | 24.8 |
| 2022–23  | Clippers | 52  | 50  | 33.6 | .512 | .416 | .871 | 6.5 | 3.9 | 1.4 | 0.5 | 23.8 |
| 2023–24  | Clippers | 68  | 68  | 34.3 | .525 | .417 | .885 | 6.1 | 3.6 | 1.6 | 0.9 | 23.7 |
| Carreira | Carreira | 696 | 667 | 31.8 | .499 | .391 | .862 | 6.4 | 3.0 | 1.7 | 0.7 | 20.0 |
| All-Star | All-Star | 6   | 5   | 18.2 | .524 | .395 | —    | 5.2 | 3.3 | 1.0 | 0.2 | 13.8 |

### Playoffs
|  | MVP das finais |

| Ano      | Equipe    | PJ  | PT  | MPJ  | AP   | 3P   | LL   | RT  | AS  | BR  | TO  | PPJ  |
| -------- | --------- | --- | --- | ---- | ---- | ---- | ---- | --- | --- | --- | --- | ---- |
| 2012     | Spurs     | 14  | 14  | 27.1 | .500 | .450 | .813 | 5.9 | 0.6 | 1.2 | 0.4 | 8.6  |
| 2013     | Spurs     | 21  | 21  | 36.9 | .545 | .390 | .633 | 9.0 | 1.0 | 1.8 | 0.5 | 13.5 |
| 2014     | Spurs†    | 23  | 23  | 32.0 | .510 | .419 | .736 | 6.7 | 1.7 | 1.7 | 0.6 | 14.3 |
| 2015     | Spurs     | 7   | 7   | 35.7 | .477 | .423 | .771 | 7.4 | 2.6 | 1.1 | 0.6 | 20.3 |
| 2016     | Spurs     | 10  | 10  | 33.9 | .500 | .436 | .824 | 6.3 | 2.8 | 2.6 | 1.4 | 22.5 |
| 2017     | Spurs     | 12  | 12  | 35.8 | .525 | .455 | .931 | 7.8 | 4.6 | 1.7 | 0.5 | 27.7 |
| 2019     | Raptors † | 24  | 24  | 39.1 | .490 | .379 | .884 | 9.1 | 3.9 | 1.7 | 0.7 | 30.5 |
| 2020     | Clippers  | 13  | 13  | 39.3 | .489 | .329 | .862 | 9.3 | 5.5 | 2.3 | 0.8 | 28.2 |
| 2021     | Clippers  | 11  | 11  | 39.3 | .573 | .393 | .880 | 7.7 | 4.4 | 2.1 | 0.8 | 30.4 |
| 2023     | Clippers  | 2   | 2   | 40.0 | .545 | .600 | .882 | 6.5 | 6.0 | 2.0 | 0.5 | 34.5 |
| 2024     | Clippers  | 2   | 2   | 29.7 | .458 | .000 | .667 | 8.0 | 2.0 | 2.0 | 0.5 | 12.0 |
| Carreira | Carreira  | 139 | 139 | 35.5 | .511 | .399 | .844 | 7.8 | 2.9 | 1.8 | 0.7 | 21.3 |

## Prêmios e Homenagens
- 2x Campeão da NBA: 2014, 2019
- 2x NBA Finals Most Valuable Player (MVP das Finais): 2014, 2019
- NBA All-Star Game MVP: 2020
- 2x NBA Defensive Player of the Year: 2015, 2016
- 6x NBA All-Star: 2016, 2017, 2019, 2020, 2021, 2024
- 6x All-NBA Team:
  - Primeiro Time: 2016, 2017, 2021
  - Segundo Time: 2019, 2020, 2024
- 7x NBA All-Defensive Team:
  - Primeiro Time: 2015, 2016, 2017
  - Segundo Time: 2014, 2019, 2020, 2021
- NBA All-Rookie Team:
  - Primeiro Time: 2012
- Líder em roubos de bola por jogo da NBA: 2015
- Um dos 75 grandes jogadores da história da NBA
- ESPY Award Melhor Atleta Masculino: 2019

## Vida pessoal
Leonard é filho de Mark Leonard e Kim Robertson. Ele é o filho mais novo da família e tem quatro irmãs. Seu pai foi assassinado a tiros em 18 de janeiro de 2008, no lava-rápido que possuía em Compton. Leonard insistiu em jogar no dia seguinte e teve um colapso emocional após o jogo. A irmã de Leonard, Kimesha Williams, foi condenada à prisão perpétua após ser considerada culpada de assassinato em abril de 2023. Leonard e sua namorada têm dois filhos.
Em 2018, Leonard supostamente assinou um acordo de vários anos com a New Balance. Anteriormente, ele tinha um contrato com a marca Air Jordan, uma subsidiária da Nike. Em junho de 2019, Leonard entrou com uma ação federal contra a Nike. Segundo a ação, a empresa teria registrado o logo "Klaw" de Leonard sem o seu consentimento.
Em janeiro de 2020, após a morte de Kobe Bryant em um acidente de helicóptero, Leonard revelou que ele e Bryant compartilhavam o mesmo piloto, Ara Zobayan, que também morreu no acidente junto com Bryant e outras sete pessoas.
Leonard é conhecido por seu comportamento quieto e reservado. Ele raramente concede entrevistas e evita perguntas sobre sua vida privada. Leonard também afirmou que não consome ativamente notícias ou usa redes sociais.
Em 3 de maio de 2021, Leonard fez uma aparição no Instagram, conversando com o jogador de basquete do ensino médio Mikey Williams e anunciou que lançaria um álbum de hip hop intitulado "Culture Jam" em algum momento de 2021. Leonard descreveu o projeto como "fundir hip-hop e basquete". Ele também compartilhou um trecho de uma faixa intitulada "Everything Different" com YoungBoy Never Broke Again e Rod Wave. O álbum beneficiará uma organização de caridade criada em memória de Kobe e Gianna Bryant. Em 23 de julho de 2021, ele lançou as músicas "Waves" e "Everything Different".

Leonard fez uma participação especial no videoclipe de Drake para a música "Way 2 Sexy" do álbum Certified Lover Boy.